# Tramadol

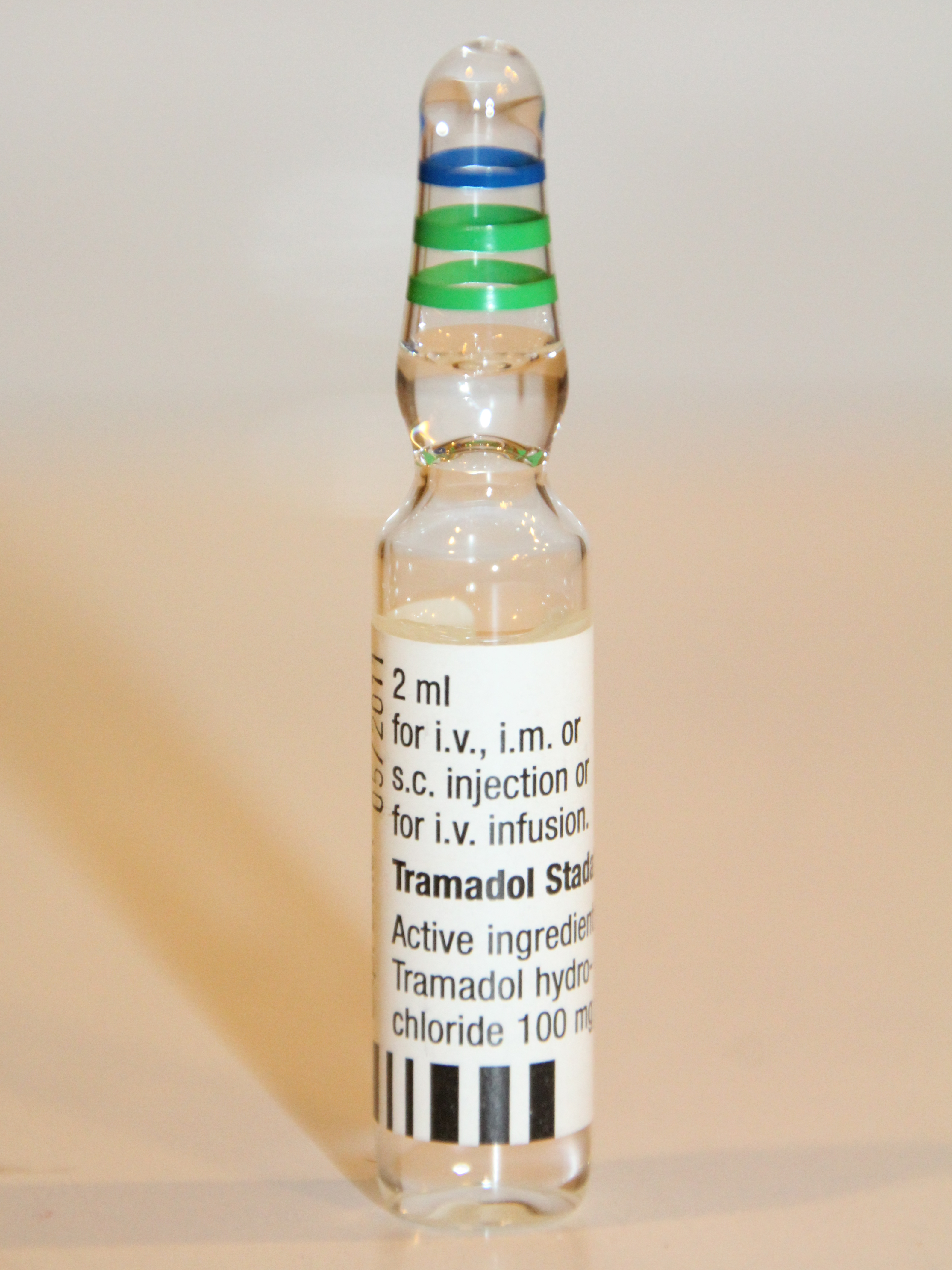
Ampul tramadol voor injectie

Tramadol is een morfine-achtige pijnstiller die tot de opioïden gerekend wordt. Tramadol valt niet onder de Opiumwet, in tegenstelling tot de iets zwaardere opiaten en opioïden zoals onder meer morfine en methadon. Tramadol wordt gebruikt als pijnstiller, als analgeticum bij matige tot ernstige pijn en als hoestprikkel-onderdrukker, als hoestdrank. Het is uitsluitend op recept verkrijgbaar.
Tramadol behoort tot de synthetische opioïden en is een zwakke agonist voor alle opioïdreceptoren met een voorkeur voor μ-receptoren. Daarnaast remt tramadol de heropname van noradrenaline en serotonine, wat het middel bijzonder geschikt maakt voor de behandeling van neuropathische pijn, waarvoor het overigens niet geregistreerd is. Voor de behandeling van acute pijn verdienen eerst paracetamol gevolgd door eventueel NSAID's de voorkeur. Een voordeel van tramadol ten opzichte van andere opioïden is dat het in lage doseringen nauwelijks een remmend effect heeft op de ademhaling.
Het is te verkrijgen als bruistablet, (retard)tablet, zetpil en capsule en in de vorm van druppels, injectie-/infuusvloeistof en als kant-en-klare 100 mg injectie. Tramadol is een relatief goedkoop geneesmiddel.

## Toepassing
Veelal wordt bij pijnbestrijding gewerkt volgens de pijnladder van de Wereldgezondheidsorganisatie. Dit geldt voor de meeste pijnklachten, niet alle.
- De eerste stap is paracetamol of, bij uitzondering, een NSAID, indien dit niet voldoende is dan paracetamol met een NSAID. Bij een NSAID als ibuprofen is vaak ook een maagbeschermer nodig.
- De tweede stap is het gebruik van tramadol of het combineren van het middel van de eerste stap met een zwak ander opioïde zoals codeïne, eventueel als combinatiepreperaat met paracetamol, zoals paracetamol+codeïnefosfaat (500/20 mg).
- De derde stap is het gebruik van sterkwerkende opioïden als morfine, oxycodon en fentanyl. Fentanyl wordt transdermaal, met pleisters toegediend.[2]
- De vierde stap is parenterale toediening. Zoals bij terminale kankerpatiënten, continue, intraveneuze toediening van sterke opioïden, meestal morfine, met behulp van een morfinepomp.[3][4]

Bij chronische pijnklachten worden pijnstillers vaak gecombineerd met een adjuvans zoals amitriptyline, dat is een tricyclisch antidepressivum of carbamazepine, een anti-epilepticum, stoffen die sterk op het centrale zenuwstelsel werken.
Tramadol wordt in de huisartsenpraktijk dikwijls gebruikt bij pijn, die chronisch en neuropathisch is, maar met NSAID's niet goed is te bestrijden.

## Tolerantie en verslaving
Na langdurig gebruik van elk opioïd treedt tolerantie op. Na verloop van tijd is een hogere dosis nodig om het gewenste effect, meestal pijnstilling, te bereiken dan in het begin. Bij het staken van het gebruik van elk opioïd treden ontwenningsverschijnselen op. Nadat iemand eenmaal is 'afgekickt' is de tolerantie weer verdwenen, dus bij een eventueel volgende keer kan weer met de normale startdosis worden begonnen. Tramadol is trager en minder sterk werkzaam dan morfine waardoor het niet zo interessant is voor drugsgebruikers. Desondanks wordt ex-drugsverslaafden afgeraden dit middel te gebruiken.
Tramadol is niet, zoals methadon, geschikt om zwaardere opiaten, zoals heroïne, te vervangen en/of af te bouwen. Tramadol kan bovendien bepaalde symptomen maskeren, waardoor met name maag- en buikpijn minder goed gevoeld worden. Bij acute (ernstige) buikklachten bemoeilijkt het de diagnosestelling.

## Dosering en bijwerkingen
Het gebruiken van opioïden in het algemeen, dus ook van tramadol, neemt het risico van bijwerkingen met zich mee. De meeste bijwerkingen bij opioïdgebruik zijn het sterkst in de eerste week en verdwijnen geleidelijk in de loop van de tijd. Misselijkheid, constipatie, draaiduizeligheid, overmatig zweten en sufheid, sedatie komen vaak voor. Soms kunnen wanen of hallucinaties voorkomen. Het is de kunst om zo te doseren dat een goede balans wordt bereikt tussen pijnstilling en bijwerkingen, met in het achterhoofd de te verwachten opbouw van tolerantie. Ter indicatie: de startdosering ligt afhankelijk van de ernst van de pijn en het lichaamsgewicht meestal tussen de 50 en 100 milligram.
De registratietekst waarschuwt inzake de beïnvloeding van de rijvaardigheid en het vermogen om machines te bedienen.
Minder vaak optredende bijwerkingen zijn onder andere: stemmingsverandering, meestal vrolijk, soms neerslachtig, vermoeidheid, hypotensie, plasproblemen, anorexie, dus gebrek aan eetlust, convulsies, meestal tonisch-clonisch, ademdepressie, allergische reacties en slapeloosheid. Een combinatie van slapeloosheid en vermoeidheid komt ook soms voor, men is erg moe, maar onrustig en kan niet inslapen. Vaak spelen andere sederende middelen, zoals benzodiazepinen hierbij een rol. Bij gebruik van benzodiazepinen en andere centraal dempende stoffen kan een soms ernstige wisselwerking met tramadol optreden.
Het wordt patiënten met epilepsie of die gelijktijdig andere stoffen met een convulsiedrempel verlagende werking nemen, zoals geneesmiddel tegen ADHD, fenothiazinen, tricyclische antidepressiva, enzovoort, afgeraden tramadol te gebruiken, omdat het een toename van het aantal aanvallen kan veroorzaken. Er zijn ook enkele gevallen bekend van tonisch-clonische insulten bij patiënten, waarbij geen epilepsie in het verleden is, geen andere middelen gelijktijdig waren gebruikt en de dosering subtherapeutisch was.

## Metabolisme, interacties en contra-indicaties
Tramadol wordt in de lever afgebroken. De afbraakproducten verlaten het lichaam met de urine, dus via de nieren. De halveringstijd is ongeveer zes uur, maar dat kan bij ouderen en leverpatiënten tot 40% langer zijn. De dosis moet dan navenant worden verlaagd. Tramadol geeft bij de stofwisseling in de lever door het enzym CYP2D6 onder andere de actieve metaboliet O-desmethyltramadol.
Tramadol heeft een gemiddelde werking van 12 tot 24 uur bij capsules of tabletten met gereguleerde afgifte. De bruistabletten en de capsules zonder gereguleerde afgifte werken vier tot zeven uur. Gelijktijdig gebruik van monoamino-oxidaseremmers is gevaarlijk. In combinatie met andere op het centrale zenuwstelsel inwerkende middelen, zoals diazepam of ethanol, kunnen de sederende werking van tramadol en het andere middel elkaar versterken. Het is zeker in het begin beter om geen auto te besturen of te werken met gevaarlijke machines tijdens het gebruik van opioïden.
Tramadol is niet geschikt voor patiënten met ernstige cirrose of nierfalen en terughoudendheid is geboden bij COPD, astma, shock, hersenletsel en in combinatie met middelen die de ademreserve verminderen, bijvoorbeeld sedativa. In doses groter dan 200mg zijn de hulpstoffen in een bruistablet gevaarlijk voor patiënten met fenylketonurie. Het gebruik bij kinderen onder de 12 jaar wordt sterk afgeraden.

### Interactie met andere medicijnen
Tramadol en alcoholische drank gaan niet goed samen.
Benzodiazepinen, zoals diazepam en oxazepam kunnen een wisselwerking met tramadol veroorzaken, waardoor men er euforisch van wordt. Het hangt van de persoon en van de dosis af hoe gevoelig iemand daarvoor is. Het kan ook tot overmoedig gedrag leiden. De effecten zijn te vergelijken met het gebruik van alcohol, maar minder hevig. Het plotseling minderen van tramadol kan bij benzodiazepines leiden tot ontwenningsverschijnselen en soms tot vermoeidheid. Minderen na langdurig gebruik dient geleidelijk te gebeuren in enkele weken tot maanden. Bij benzodiazepines kan dit langer nodig zijn.
Sommige geneesmiddelen verhogen de kans op bijwerkingen van tramadol, bijvoorbeeld medicijnen die stuipen kunnen veroorzaken, antidepressiva en anticoagulantia. Tramadol en deze middelen kunnen tegelijk genomen op elkaar inwerken, bijwerkingen geven en verschillende symptomen veroorzaken zoals samentrekkingen van spieren, rusteloosheid, zweten en koorts. Als deze symptomen worden ervaren, is het raadzaam direct een arts te raadplegen.

## Zwangerschap en borstvoeding
Over de effecten van gebruik tijdens de zwangerschap is onvoldoende bekend. Tramadol passeert de placenta en komt dus ook in het bloed van de foetus terecht. Er zijn geen aanwijzingen voor schadelijkheid gezien bij dierproeven. Toch is voorzichtigheid geboden, vooral tegen het einde van de zwangerschap, vanwege het risico op ademdepressie bij de pasgeborene. Een geringe hoeveelheid tramadol komt terecht in de moedermelk. Sommige patiënten hebben een afwijkende variant van enzym CYP2D6, waardoor tramadol sneller en in hogere mate door de lever wordt omgezet in O-desmethyltramadol. De kans daarop wisselt sterk per bevolkingsgroep. De FDA raadt borstvoeding tijdens gebruik van tramadol daarom af.

## Merknamen
Tramadol is sinds 1977 internationaal onder tal van namen op de markt gebracht. In Europa gebruikte merknamen zijn Adolonta, Anodol, Boldol, Contramal, Crispin, Dolol, Dolpar, Dolzam, Dromadol, Ixprim, Lumidol, Mandolgin, Nobligan, Siverol, Tiparol, Topalgic, Tradolan, Tradonal, Tradnol, Tradolie, Tralgit, Tramacet, Tramadin, Tramake, Tramagetic, Tramal, Tramalgic, Tramundal, Trodon, Ultracet, Ultram, Zaldiar, Zamadol, Zydol, Zytram en Zytrim. In andere werelddelen worden vaak weer andere namen gebruikt.
De wildgroei in handelsnamen komt doordat het door Grünenthal als Tramal gepatenteerde middel in licentie wordt geproduceerd door zeer veel verschillende fabrikanten die zich van elkaar willen onderscheiden. De werkzame stof en de effectiviteit zijn steeds exact hetzelfde.

## Doping
Tramadol is sinds 2019 door de UCI verboden, maar niet bij de WADA, waardoor het alleen in de wielersport is verboden.

## Overdosering
Ademdepressie bij een overdosis tramadol kan met een injectie naloxon worden bestreden. Diazepam of clonazepam kan worden aangewend bij convulsies na een overdosis.